# 朱振藩
朱振藩（1957年—），臺灣作家、美食家。目前已出版40部以上專著。

## 生平
生於1957年，輔仁大學法律系畢，出身司法家族，父親是法官，1984年至調查局工作，2011年退休。因熱愛鑽研美食，寫了許多美食文章，中年意外成名，以「愛吃、能吃、敢吃、懂吃」著稱，擁有「現代食神」、「台灣首席美味鑑賞大師」等稱呼。除飲食外，朱振藩對相術、命理、風水等皆有深入研究。曾教授過面相、書法、飲食、謀略等課程，出過40多本書，大半談美食，數本談面相。
除寫作外，曾任台北市政府「孔廟再生計畫」顧問（推廣台北儒家菜）、百彥餐飲學苑「儒道特色餐飲專案」顧問，以及中央研究院「筆墨譚心（延闓日記）網站」專案撰稿。